# Федерация хоккея Канады
Федерация хоккея Канады (англ. Hockey Canada), официальное название Канадская хоккейная ассоциация (англ. Canadian Hockey Association) — организация, занимающаяся проведением на территории Канады соревнований по хоккею с шайбой и следж-хоккею. Является членом Международной федерации хоккея с шайбой с 1920 года. Располагается в Калгари (провинция Альберта), имеет вторую штаб-квартиру в Оттаве и региональные центры в Торонто (провинция Онтарио) и Монреале (провинция Квебек).

## История
История одной из старейших хоккейных федераций мира (наряду с Международной федерацией хоккея на льду) берёт своё начало в июле 1914 года, когда Канадская хоккейная федерация слилась с Канадской любительской хоккейной ассоциацией, которая была образована в 1914 году, чтобы наблюдать игры за Аллан Кап.